# Sračinec
Sračinec falu és község Horvátországban, Varasd megyében. Közigazgatásilag Svibovec Podravski tartozik hozzá.

## Fekvése
Varasd központjától 6 km-re északnyugatra, a Ptuj felé menő 2-es számú főút fekszik.

## Története
A települést 1552-ben említik először, amikor a vinicai mezőn október 3-ánés 4-én vívott csata után Zrínyi Miklós és Székely Lukács jelentette, hogy a török az egész környéket kirabolta és felégette. Ambroz Gregorijanec horvát bánhelyettes jelentése az elpusztított falvak között megemlíti Sračinec falut is. A szörnyű pusztítást az írás szerint Ulema bég hadai követték el. 1553-ban az írják, hogy Sračinecen csak egy jobbágycsalád él. Az 1566-os adóösszeírásban a falut "Zrachynecz" alakban említik. 1567. december 31-én kelt oklevelében I. Miksa "Zrachynecz" falut Varasd városának adta. 1587-ben a falu a városnak és a varasdi Szent Miklós plébániának is adózik. Az adó mértéke 3 szekér fa, két kappan és hat kenyér. Az 1638-as egyházi vizitációban azt írják, hogy Sračinecen áll a Szent Mihály-kápolna, mely téglából épült, tornya van melyben egy harang található. A kápolnának sem sekrestyéje, sem előtere, sem burkolt padlózata nincs. Körülötte fekszik az elkerített temető.
1920-ig Varasd vármegye Varasdi járásához tartozott, majd a Szerb-Horvát Királyság része lett. 1961-től Sračinec önálló plébánia lett. 1991-től a független Horvátországhoz tartozik.
2001-ben a községnek 4714, a falunak 3725 lakosa volt, akiknek 98%-a horvát volt.

## Nevezetességei
- Mihály arkangyal tiszteletére szentelt római katolikus plébániatemploma 1925-ben épült a régi kápolna helyén.

## Sport
- A település labdarúgó klubját az NK Sračinecet 1949-ben alapították.
- Asztalitenisz klub
- Kosárlabda klub
- Tenisz klub
- Kick boksz klub

## Külső hivatkozások
- A község hivatalos oldala
- A község információs oldala Archiválva 2013. július 22-i dátummal a Wayback Machine-ben
- A plébánia honlapja
- Az alapiskola honlapja
- A helyi tenisz klub honlapja Archiválva 2012. november 12-i dátummal a Wayback Machine-ben